# Anagyrus pullus
Anagyrus pullus är en stekelart som beskrevs av Compere 1939. Anagyrus pullus ingår i släktet Anagyrus och familjen sköldlussteklar.
Artens utbredningsområde är:
- Eritrea.
- Etiopien.
- Gabon.
- Ghana.

Inga underarter finns listade i Catalogue of Life.